# Бионавигация

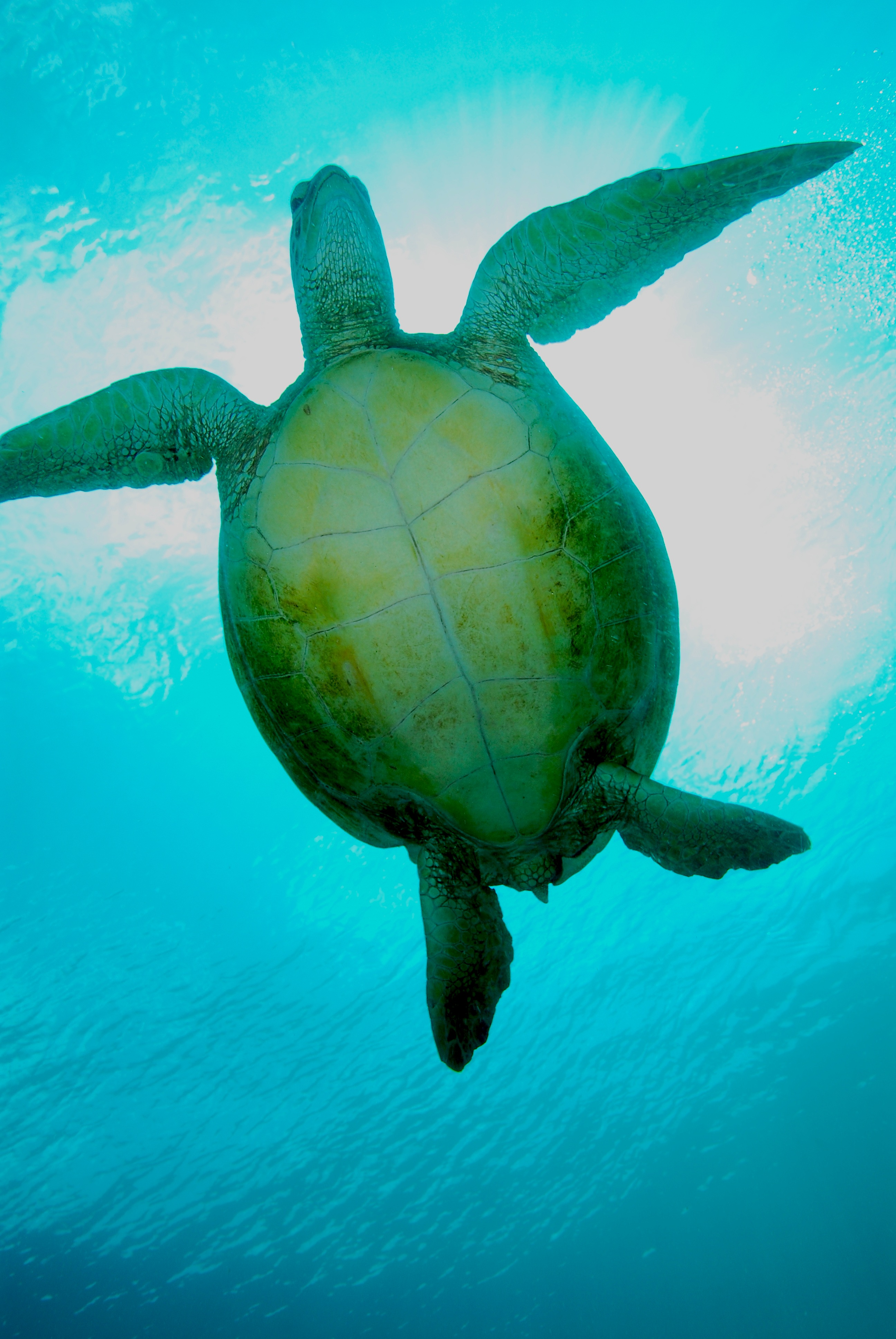
Морские черепахи считаются животными с хорошим чувством направления. Они плавают по всему океану, но когда наступает пора размножения, они находят путь туда, где родились, чтобы отложить яйца.

Бионавигация — способность животных выбирать направление движения при регулярных сезонных миграциях (на зимовки или к местам размножения).
Обеспечивается способностью к ориентации в окружающем пространстве с помощью органов чувств и наследственно закрепленными реакциями — инстинктами. Значение инстинктов особенно велико в тех случаях, когда перелёты совершают молодые птицы, ни разу ещё не летавшие на зимовку (см. Перелёты птиц). Помимо пернатых, способность к бионавигации присуща некоторым млекопитающим, совершающим дальние сезонные кочёвки (например, северным оленям, морским котикам, китам), а также некоторым пресмыкающимся (например, морским черепахам). Огромную роль в выборе правильного направления и пути играет взаимодействие животных в кочующей группе; поэтому, например, перелёты обычно совершаются стаями. Механизмы бионавигации весьма разнообразны (астронавигация, навигация по наземным ориентирам и т. п.) и изучены ещё недостаточно.